# 1994 en France
Chronologie de la France
- 1990
- 1991
- 1992
- 1993
- 1994
- 1995
- 1996
- 1997
- 1998

Cette page présente les faits marquants de l'année 1994 en France.

## Événements

### Janvier
- 13 janvier : censure par le Conseil constitutionnel de la disposition principale du texte modifiant la loi Falloux[1].
- 16 janvier : à l’initiative d’une centaine d’organisations, un million de militants laïques descendent dans la rue à Paris pour défendre l’école publique et contre la révision de la loi Falloux[2].
- 26-31 janvier : 28e congrès du Parti communiste français à Saint-Ouen ; Robert Hue remplace Georges Marchais à la tête du PCF[3].
- 29 janvier : inauguration du nouveau musée de Grenoble[4].

### Février
- 4-5 février : incendie du palais du Parlement de Bretagne à la suite d'une violente  manifestation de marins pêcheurs à Rennes[5].
- 23 février : publication des décrets d'application de la loi sur le Contrat d'insertion professionnelle (CIP)[6]. Celui-ci prévoit de rémunérer les jeunes de moins de 25 ans à 80 % du SMIC.
- 24 février-1er avril : manifestations contre le CIP[2].
- 25 février : Yann Piat, députée UDF (ex-FN) du Var, est assassinée à Hyères par deux hommes à moto. Elle était très engagée dans la lutte contre la corruption et le crime organisé dans le département[7].

### Mars
- 1er mars : entrée en vigueur du nouveau Code pénal[8].
- 3 mars : visite de Mourad Benachenhou, ministre des finances algérien en France[9]. Accord sur le rééchelonnement de la dette extérieure de l'Algérie qui atteint 30 milliards de dollars.
- 17 mars-20 avril : procès de Paul Touvier, condamné à la perpétuité à la prison de Fresnes pour crimes contre l'Humanité[10].
- 20 et 27 mars : élections cantonales[11].
- 30 mars : après un mois de manifestations, le premier ministre Édouard Balladur est contraint de retirer son projet de CIP[12].

### Avril
- 7 avril : premier Sidaction. L'émission Ensemble contre le sida[13] mobilise les sept chaînes de télévision hertziennes, et les principales chaînes du câble et du satellite : (TF1, France 2, France 3, Canal+, la cinquième/Arte, M6, RFO, et TV5 ).

### Mai
- 6 mai : inauguration du tunnel sous la Manche[11].
- 7 mai : 
  - mise à flot du porte-avions nucléaire Charles de Gaulle[14].
  - Sébastien Deyzieu, un jeune militant nationaliste fait une chute mortelle d'un immeuble alors qu'il essayait de fuir la police lors d'une manifestation du GUD contre « cinquante ans d'impérialisme américain »[15].
- 12 mai : suicide des frères Saincené[16].
- 19 mai : ouverture au public du tunnel sous la Manche[17].
- 28 mai : arrivée à Paris de la marche des chômeurs[18].

### Juin
- 11 juin : une petite fille de neuf ans meurt à la suite de l'indigestion d'un produit cyanuré introduit dans un traitement antibiotique. Début de l'affaire de la Josacine empoisonnée[19].
- 12 juin : élections européennes[11] ; victoire de la liste d'union du RPR-UDF (25,58 %), succès de Bernard Tapie (12 %) au détriment de Michel Rocard (14 %)[20]. Échec de la liste « L'Europe commence à Sarajevo » menée par Léon Schwartzenberg[21].
- 19 juin : Michel Rocard, mis en minorité lors d'un conseil national du PS, doit démissionner de son poste de Premier secrétaire du Parti socialiste, remplacé par Henri Emmanuelli[22] qui convoque à l'automne un congrès à Liévin.
- 22 juin : l'opération Turquoise est lancée pour mettre fin au génocide des Tutsi au Rwanda[23].
- 24 juin : TF1 lance, à 20 h 30, LCI, la toute première chaîne française d'information en continu sur le câble et le satellite[24].
- 30 juin : un Airbus A330 s'écrase au décollage lors d'un vol d'essai à l'aéroport de Toulouse-Blagnac ; les sept personnes à bord sont tuées[25].

### Juillet
- 13 juillet : tour de France - Laurent Jalabert chute lors du sprint massif à l'arrivée de la première étape dans la ville d'Armentières. Il est placé dans la roue de Nelissen au moment de l'emballage final mais ce dernier percute un policier qui voulait prendre une photo. Fracture maxillo-faciale, trois dents cassées, commotion cérébrale, plaies au cuir chevelu et au visage[26].
- 25 juillet : loi relative à la sécurité sociale[2].
- 29 juillet : les lois bioéthiques relative au respect du corps humain adoptées le 23 juin sont promulguées[27]. Elle créent les articles 16 du Code Civil et suivants[28]. L'article 16, par exemple, protège la dignité et garantit le respect de l'être humain[29]. Ces lois bioéthiques posent le principe de l'interdiction des pratiques eugénistes[30].

### Août
- 4 août : loi Toubon relative à l'emploi de la langue française[31].
- 14 août : à Khartoum, la DST, dirigée par le préfet Philippe Parant, parvient à capturer le terroriste Ilich Ramírez Sánchez (Carlos), puis à le faire extrader vers la France[32].

### Septembre
- 1er septembre : publication du livre de Pierre Péan sur le passé politique de François Mitterrand, Une Jeunesse française, qui déclenche une polémique sur son action sous Vichy[11].
- 4 septembre : création de la Grande Loge unie de France[33].
- 5 septembre :  la police découvre à leur domicile de Thorigné-sur-Dué Christian Leprince, sa femme Brigitte et deux de leurs filles tués sauvagement. Début de l'affaire Leprince[34].
- 20 septembre : circulaire Bayrou sur la neutralité de l'enseignement public et le port de signes ostentatoire de religion dans les établissements scolaires [35].
- 27, 29 et  30 septembre : Georgina Dufoix, Edmond Hervé et Laurent Fabius sont mis en accusation dans le cadre de l'affaire du sang contaminé[36].
- 30 septembre : inauguration de l'European Synchrotron Radiation Facility (ESRF) à Grenoble[37].

### Octobre
- 4 octobre : arrestation de Florence Rey et d'Audry Maupin (qui mourra le lendemain à l'hôpital) après l'attaque de la fourrière de Pantin et une course poursuite en région parisienne faisant quatre morts dont trois policiers[38].
- 26 octobre- 6 novembre : grève salariale à Péchiney Dunkerque ; le mouvement se répand à Alsthom-Belfort et Sextant-Avionique[2].

### Novembre
- 3 novembre : une photo de Mazarine Pingeot, fille cachée de François Mitterrand, en compagnie de son père à la sortie du restaurant Le Divellec, est publiée dans les pages de Paris Match[39].
- 14 novembre : mise en service de l'Eurostar, ligne à grande vitesse entre Paris et Londres via le tunnel sous la Manche[17].
- 18-20 novembre : Henri Emmanuelli est élu Premier secrétaire du Parti socialiste au congrès du Parti socialiste à Liévin[40].

### Décembre
- 11 décembre : Jacques Delors annonce qu’il ne sera pas candidat à l’élection présidentielle[40].
- 14 décembre : le tribunal de commerce de Paris prononce la liquidation judiciaire de Bernard Tapie et son épouse[40].
- 18 décembre :
  - découverte de la grotte Chauvet en Ardèche près de Vallon-Pont-d'Arc. Cette découverte atteste la grande qualité de l'art aurignacien, il y a quelque 30000 ans[41].
  - ouverture à Paris du squat de la rue du Dragon, un immeuble de sept étages appartenant à la Cogedim, et création de l'association Droits devant !!, avec la participation de Jacques Gaillot, Albert Jacquard, et Léon Schwartzenberg[42].
- 24-26 décembre : un commando du GIA détourne un avion qui s'était envolé d'Alger, avec pour dessein de le faire s'écraser sur la tour Eiffel. Le GIGN réussit à reprendre le contrôle de l'avion à l'aéroport de Marseille[43]. Les 4 terroristes et 3 otages sont morts. 1er attentat diffusé en direct dans le monde, notamment sur LCI.

## Décès en 1994
- 31 janvier : Pierre Boulle, romancier.
- 5 février  : Anthony Caillot évêque catholique français, évêque titulaire de Bononia (de) et coadjuteur d'Évreux de 1962 à 1964, puis évêque d'Évreux de 1964 à 1972, et évêque émérite d'Évreux de 1972 à 1994.
- 28 février : Olivier Alain compositeur, organiste et musicologue français.
- 17 avril  : Gaston Charlot chimiste français, fondateur de la chimie analytique moderne en France.
- 20 avril  : Jean Carmet acteur et scénariste français.
- 29 avril  : Marcel Bernard joueur de tennis, Président de la Fédération française de tennis de 1968 à 1973.
- 4 juin  : Catherine Anglade actrice, réalisatrice et productrice de télévision.
- 25 août : Boris Roatta, 14 ans, acteur français.
- 12 octobre : Sady Rebbot, 59 ans, acteur français et spécialisé dans le doublage.